# Brett Finch

a Compétitions nationales et continentales officielles uniquement.

b Matchs officiels uniquement.
Brett Finch, né le 20 août 1981 à Maitland (Australie), est un joueur australien de rugby à XIII évoluant au poste de demi de mêlée, de demi d'ouverture, de centre ou de talonneur dans les années 1990, 2000 et 2010. Il fait ses débuts en National Rugby League avec les Raiders de Canberra  lors de la saison 1999 puis rejoint les Sydney Roosters de 2003 à 2006 avec deux finales perdues de NRL, les Eels de Parramatta de 2007 à 2009 et enfin le Storm de Melbourne de 2009 à 2010. En 2011, il part en Angleterre pour les Warriors de Wigan avec lesquels il remporte la Challenge Cupen 2011 puis retourne à Melbourne pour terminer sa carrière en 2013. Il a également pris part à deux reprises au City vs Country Origin où il y compte une victoire, ainsi qu'au State of Origin avec un succès en 2004 avec la Nouvelle-Galles du Sud.

## Palmarès
- Collectif :
  - Vainqueur du State of Origin : 2004 (Nouvelle-Galles du Sud).
  - Vainqueur du City vs Country Origin : 2006 (Country).
  - Vainqueur de la Challenge Cup : 2011 (Wigan).
  - Finaliste de la National Rugby League : 2003 et 2004 (Sydney Roosters).